# All Star Records
All Star Records fue el sello discográfico de Don Omar (actualmente llamada El Orfanato). Lanzó el disco Los bandoleros bajo este sello en 2005. Funciona como un anexo, y se distribuye a través de Machete Music, de Universal Music Group.

## Historia
Tras el lanzamiento del álbum The Last Don, Don Omar se adjudicó su propio sello. Desde 2004, el sello se convirtió en un éxito no sólo para él, sino también para sus nombrados artistas.
Se proyectó a ser la compañía más exitosa del género, según fuentes como Billboard.
La compañía actualmente se llama El Orfanato Music Group.[cita requerida]

## Artistas
- Don Omar
- Rell
- Cynthia Antigua, Orfanato Music Group.
- Marcy Place, Orfanato Music Group.
- Chino & Nacho.
- Farruko El Talento Del Bloque
- Kendo Kaponi  Productor, Compositor y Cantante.
- Syko
- Magnate & Valentino

## Álbumes lanzados bajoAll Star Records
- Don Omar: Los bandoleros
- Don Omar: King of Kings
- Don Omar: Los Bandoleros Reloaded
- Don Omar: King of Kings: Armageddon Edition
- Don Omar: El Pentágono
- Don Omar: El Pentágono Return
- All Star Records Presenta: Don Omar - All Star Hits
- All Star Records Presenta Linaje Escogido[2]
- Marcy Place: B From Marcy Place